# Теракт в Боготе 30 января 1993 года
Теракт в Боготе 30 января 1993 года — террористический акт в Боготе (Колумбия), произошедший 30 января 1993 года.

## Предыстория
15 января 1993 года Пабло Эскобар, глава Медельинского картеля, отправил письмо генеральному прокурору Колумбии Густаво де Грейффу. В письме Эскобар сообщил, что возвращается к вооружённой борьбе.

## Теракт

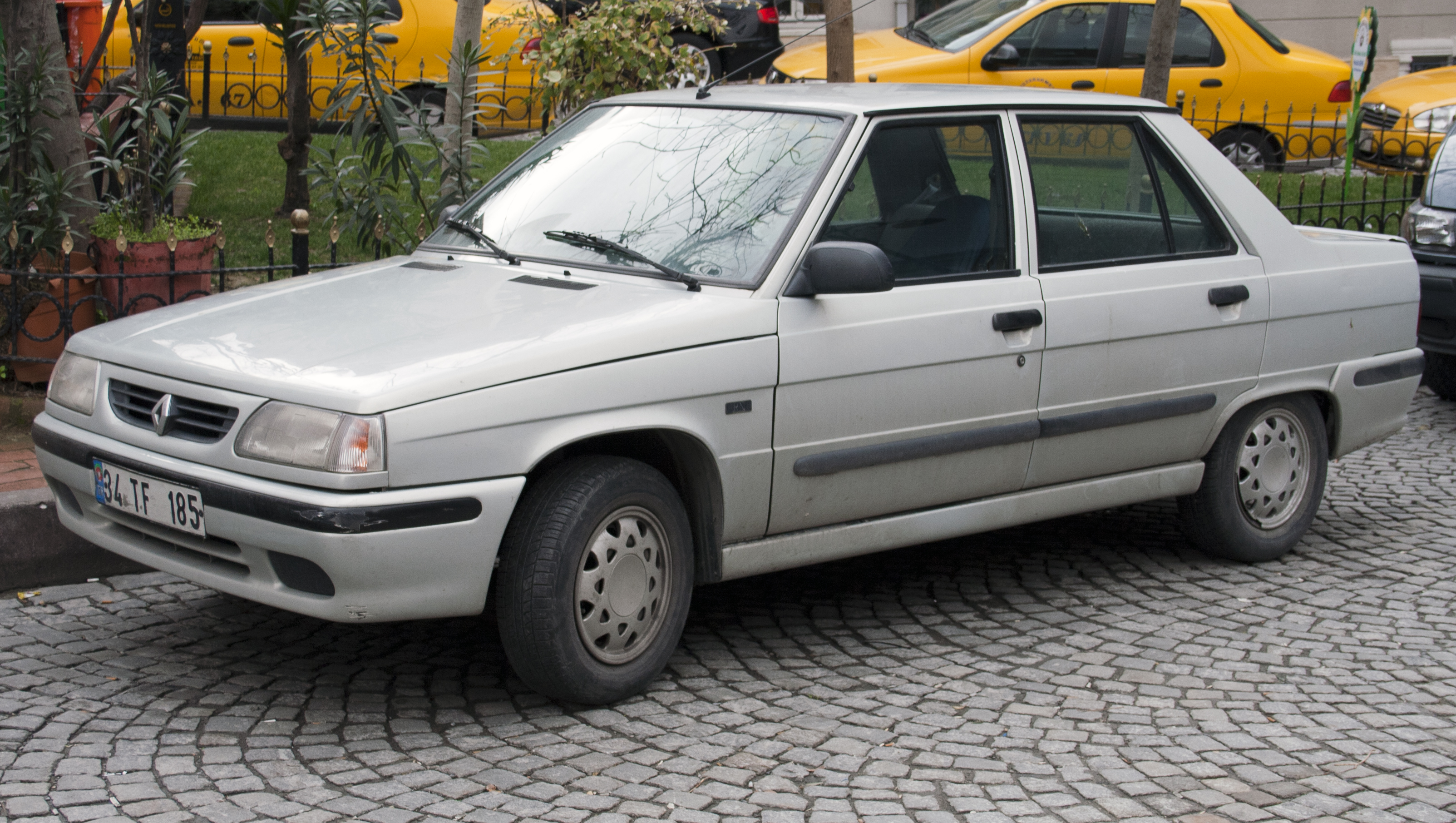
Автомобиль Renault 9 & 11 аналогичный тому, который был заминирован.

В субботу, 30 января 1993 года, в 18:24 по местному времени серый автомобиль Renault 9 и 11 с номерами AS-5901 был расположен между 15-й и 16-й улицами в квартале Веракрус района Санта-Фе (Богота, Колумбия). В автомобиле находилось 100 кг динамита. Место взрыва расположено всего в девяти кварталах от Каса де Нариньо, резиденции президента.
Взрыв оставил после себя кратер 1,95 метра в ширину и 95 сантиметров в глубину.

## Потерпевшие
В результате теракта погибло 25 человек, 70 человек получили ранения. Большинство жертв взрыва — это прохожие и владельцы магазинов, расположенных в этом районе города.

## Последствия
В Боготе началась крупная операция по поиску преступников, проводимая Национальной полицией, XIII-й бригадой армии и Управлением уголовного розыска и Интерпола. Обыскивались отели, парковки и торговые предприятия столицы.
Операция отслеживания охватила 6 муниципалитетов: Ла-Калера, Чиа, Кахика, Сопо, Соача и Москера.